# Stadio Pino Zaccheria
Das Stadio Pino Zaccheria ist das städtische Fußballstadion der italienischen Stadt Foggia, Region Apulien. Es ist die Heimspielstätte des Fußballvereins US Foggia. Benannt wurde es 1946 nach Pino Zaccheria; einem Basketballspieler, der während des Zweiten Weltkrieges am 4. April 1941 im Kampf fiel. Vorher hieß es Stadio del Littorio.

## Geschichte
Im November 1924 beschloss die Stadt ein neues Stadion zu bauen. Am 22. November 1925 wurde die neue Anlage mit der Holz-Tribüne Via Ascoli eingeweiht. Am 18. März 1931 begann man mit dem Bau einer Tribüne mit 1500 Plätzen. Die Einweihung der 400.000 ₤it teuren Tribüne fand am 28. Oktober 1932 statt. 1937 wurde der Holz- durch einen Betonrang ersetzt. Am 30. April 1938 wird die Leichtathletikanlage eingeweiht. 1950 wurden die Zuschauerränge erweitert sowie die Umkleidekabinen und Duschen erneuert.
1964 stieg die US Foggia in die Serie A, der höchsten italienischen Spielklasse, auf. Dies nahm man zum Anlass, dass Stadion zu erweitern. Man entfernte die Leichtathletikanlage und erweiterte die Anlage auf über 20.000 Zuschauerplätze. Zehn Jahre später wird eine Ost-Tribüne errichtet; die 7121 Fans Platz bietet. 1980 wurden die Hintertortribünen neu gebaut. Die Nord-Kurve bietet 5846 Plätze und die Südkurve 5871 Plätze. 1985 installierte man eine neue Flutlichtanlage und der Spielfeldrasen wurde ersetzt. Am 22. September 1991 wurde die neue, überdachte West-Tribüne mit Platz für 6247 Zuschauer eingeweiht. 1998 wurde das Stadion komplett mit Sitzen ausgerüstet.

## Tribünen
- Gesamtkapazität: 25.085 Sitzplätze (davon 14.723 überdacht)
- West-Tribüne: 6247 Plätze (mit Dach)
- Ost-Tribüne: 7121 Plätze
- Süd-Kurve: 5871 Plätze
- Nord-Kurve: 5846 Plätze

Darin enthalten sind die 146 Plätze der Presse-Tribüne.